# 江埔村
江埔村，是中华人民共和国广东省广州市从化区江埔街道所辖的一个行政村。村委会设在大江埔，位于江埔街道北面约2千米处。1958年人民公社化时成立江埔大队，因驻在大江埔村而得名。1983年12月改称乡，1987年1月改称村。辖3条自然村（大江埔、小海岭、班鼻坑）。1998年时，全村共有574户，人口2401人。